# Rafał Ber Perl

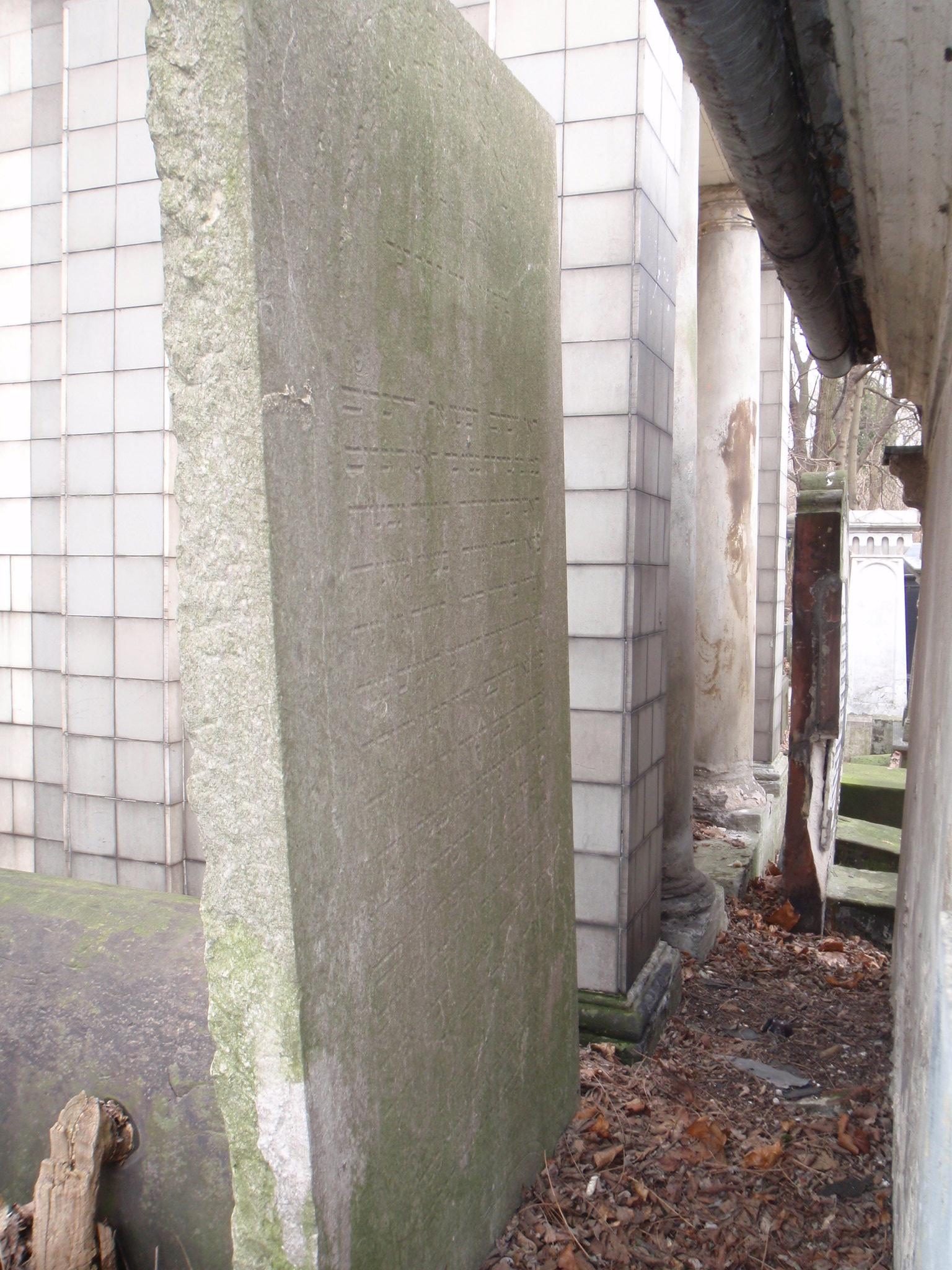
Grób Rafała Bera Perla na cmentarzu żydowskim w Warszawie

Rafał Ber Perl (ur. w XVIII wieku, zm. 5 września 1848 w Warszawie) – polski działacz społeczny żydowskiego pochodzenia.
Urodził się jako syn Isachara. Zawodowo zajmował się kupiectwem. Poza działalnością zawodową prowadził ożywioną działalność na rzecz Żydów zamieszkujących Warszawę. Był wieloletnim przewodniczącym bractwa pogrzebowego Chewra Kadisza i bractwa odwiedzania chorych Bikur Cholim. Pełnił również funkcję członka zarządu Dozoru Bożniczego (utworzonego przez władze w miejsce zlikwidowanej gminy wyznaniowej) w okresie powstania listopadowego i zabiegał o dopuszczenie Żydów do służby wojskowej z poszanowaniem ich przekonań religijnych. Był członkiem komitetu pomocy ofiarom epidemii cholery szalejącej w mieście w 1848. Prawdopodobnie wtedy zaraził się i wkrótce zmarł. 
Pochowany na cmentarzu żydowskim przy ulicy Okopowej w Warszawie (kwatera 1).
Miał co najmniej dwoje dzieci – syna Gabriela i córkę Zyslę, zamężną z Aronem Oppenhaimem. Jego dalszym potomkiem był Feliks Perl, działacz socjalistyczny.